# Embraer EMB 120 Brasilia
Embraer EMB 120 Brasilia je dvoumotorový turbovrtulový úzkotrupý dolnoplošník, mezi roky 1983 až 2001 vyráběný společností Embraer se sídlem v Sao José dos Campos. Je určen pro lety na menší vzdálenosti. První prototyp poháněly dva motory Pratt & Whitney PW115 s výkonem po 1119 kW s čtyřlistými vrtulemi Hamilton Standard. Těchto letounů bylo vyrobeno 354 kusů. Byl vyráběn ve verzích pro cestující, náklad a armádu. Tato verze byla později předělána a doupravena do proudové verze ERJ145.

## Specifikace
Údaje dle

### Technické údaje
- Osádka:
- Rozpětí: 19,78 m
- Délka: 20,00 m
- Výška: 6,35 m
- Nosná plocha: 38,03 m²
- Hmotnost prázdného letounu: 5576 kg
- Maximální vzletová hmotnost: 9600 kg
- Užitečné zatížení: 3178 kg
- Pohonná jednotka: 2 × turbovrtulový motor Pratt & Whitney Canada PW118/118A/118B, každý o výkonu 1 340 kW (1 800 shp)

### Výkony
- Maximální cestovní rychlost: 543 km/h
- Cestovní rychlost: 467 km/h
- Dostup: 9750 m
- Dolet: 2930 km